# Pseudotrigonidium
Pseudotrigonidium is een geslacht van rechtvleugeligen uit de familie krekels (Gryllidae). De wetenschappelijke naam van dit geslacht is voor het eerst geldig gepubliceerd in 1915 door Lucien Chopard.

## Soorten
Het geslacht Pseudotrigonidium omvat de volgende soorten:
- Pseudotrigonidium australis Chopard, 1951
- Pseudotrigonidium affine Gorochov, 1996
- Pseudotrigonidium alpha Otte, 1987
- Pseudotrigonidium anomalum Gorochov, 1996
- Pseudotrigonidium aptera Desutter-Grandcolas, 1997
- Pseudotrigonidium beta Otte, 1987
- Pseudotrigonidium caledonica Otte, 1987
- Pseudotrigonidium cheesmanae Gorochov, 1999
- Pseudotrigonidium dentatum Gorochov, 2005
- Pseudotrigonidium duplum Gorochov, 1999
- Pseudotrigonidium greensladei Gorochov, 1999
- Pseudotrigonidium grigoriji Gorochov, 2011
- Pseudotrigonidium imum Gorochov, 1996
- Pseudotrigonidium lepidum Gorochov, 1999
- Pseudotrigonidium medium Gorochov, 1996
- Pseudotrigonidium noctifolia Desutter-Grandcolas, 1997
- Pseudotrigonidium personatum Desutter-Grandcolas, 2009
- Pseudotrigonidium probatum Gorochov, 1999
- Pseudotrigonidium proximum Gorochov, 1996
- Pseudotrigonidium pulchellum Gorochov, 1999
- Pseudotrigonidium sarasini Chopard, 1915
- Pseudotrigonidium signficatum Gorochov, 1999
- Pseudotrigonidium summum Gorochov, 1996
- Pseudotrigonidium tiwaka Otte, 1987
- Pseudotrigonidium venustum Gorochov, 1999
- Pseudotrigonidium javanicum Chopard, 1954
- Pseudotrigonidium rasnitsyni Gorochov, 1999